# BtoB Blue
BtoB Blue (кор. 비투비-블루) перший офіційний підрозділ південнокорейського бой-бенду BtoB, сформованого CUBE Entertainment у 2016 році. Саб-юніт складається з вокалістів Инквана, Чансопа, Хьоншіка та Сончже. Вони дебютували з цифровим синглом під назвою «Stand By Me» 19 вересня 2016 року.

## Історія

### До дебюту
До свого офіційного дебюту вони виступали на кількох співочих конкурсах. У 2014 році саб-юніт з’явився на шоу Mnet The Singer Game з темою «Пісня, яку ти хочеш почути, коли хочеш вилаяти свого боса» перед суддями зі 100 членів офісних працівників у стресовому стані, і заспівали пісню Урбана Закапи «I Hate You» (кор. 니가 싫어), але програли у першому раунді з рахунком 69:31.
У 2016 році Btob Blue з’явилися на Immortal Songs: Singing the Legend з піснею «To My Love» (кор. 님에게). Гурт підкорив публіку своїм приголомшливим виконанням, дивовижним шармом та емоційним виконанням, яке демонструє їхні вокальні здібності. Публіка тепло сприйняла їх вокальне виконання, описавши «солодкий голос, прекрасну гармонію та багату чутливість». Старші співаки, які бачили сцену квартету, викликали захоплення та хвалили його, кажучи: «Гармонія була ідеальною, і чотири людини співали в гармонії з кольорами один одного». Квартет набрав 427 очок, обійшовши Хон Чіміна, Homme, Second Moon та Лім До Хьока, здобувши 4 перемоги поспіль і вигравши змагання.

### 2016–дотепер: Дебют і «When It Rains»
12 вересня 2016 року світлина з підписом «Скоро! 2016.09.19. 00:00 (KST)» була опублікована в обліковому записі BtoB у Твіттер, на якій були зображенні учасники BtoB, які скупчилися навколо камери режисера, пильно дивлячись на монітор. Після цього Cube Entertainment оголосили дебют першого саб-юніту BtoB — BtoB Blue, з цифровим синглом «Stand By Me». Продюсером пісні є дует Black Eyed Pilseung, який раніше працював над хітами для Sistar, Twice тощо. «Stand By Me» описана як балада, у якій звучать зрілі та скорботні голоси. Учасник BtoB Пиніель брав безпосередню участь у створенні музичного відео на пісню. Одразу після релізу пісня потрапила в чарти кількох корейських музичних чартів, у Monkey 3 вона посіла 1 місце, у Melon посіла 3 місце, а на Mnet посіла 2 місце. 24 вересня вони вперше виступили на шоу MBC Show! Music Core.
8 липня 2017 року BtoB Blue виконали пісню дуету The Blue «Under the Sky» (하늘 아래서) у програмі KBS Immortal Songs 2. Незважаючи на те, що гурт програв Homme, учасник дуету The Blue співак Кім Мін Чон прокоментував: «Я був справді вражений їхнім співом, прекрасною мелодією, дякую», а Сон Цзічан сказав: «Це був час, який, здавалося, був для мене великою силою жити в майбутньому».

## Дискографія

### Сингли
| Назва                                  | Рік  | Пікові позиції у чартах | Продажі                        | Альбом                |
| Назва                                  | Рік  | KOR                     | Продажі                        | Альбом                |
| -------------------------------------- | ---- | ----------------------- | ------------------------------ | --------------------- |
| «Stand By Me» (кор. 내 곁에 서 있어줘) | 2016 | 15                      | - Південна Корея (DL): 101,252 | Не увійшов до альбому |
| «When It Rains» (кор. 비가내리면)      | 2018 | 58                      | Н/Д                            | Не увійшов до альбому |

### Музичні відео
| Назва           | Рік  | Режисер(и) | Прим.  |
| --------------- | ---- | ---------- | ------ |
| «Stand By Me»   | 2016 | Пиніель    | [ 14 ] |
| «When It Rains» | 2018 |            |        |

## Фільмографія

### ТВ-шоу
| Рік  | Назва                                 | Мережа | Нотатки                                | Прим.         |
| ---- | ------------------------------------- | ------ | -------------------------------------- | ------------- |
| 2014 | Global Request Show: A Song For You 3 | KBS    | Noel - «Forgotten» (кор. 잊혀진다는거) | [ 15 ]        |
| 2014 | The Singer Game                       | Mnet   | Учасники, 6 епізод                     | [ 16 ] [ 17 ] |
| 2016 | Immortal Songs: Singing the Legend    | KBS    | Учасники, 264 епізод                   | [ 3 ] [ 18 ]  |
| 2017 | Immortal Songs: Singing the Legend    | KBS    | Учасники, 311 епізод                   | [ 19 ]        |
| 2018 | Two Yoo Project Sugar Man             | JTBC   | Лі Кі Чан - «Cold», 13 епізод          |               |

## Нагороди і номінації
| Рік  | Нагорода                           | Категорія                                       | Номінант / робота          | Результат | Прим.  |
| ---- | ---------------------------------- | ----------------------------------------------- | -------------------------- | --------- | ------ |
| 2016 | Immortal Songs: Singing the Legend | Song of the Week - Summer Song Festival Special | «To My Love»               | Перемога  | [ 20 ] |
| 2017 | Immortal Songs: Singing the Legend | Song of the Week - The Blue                     | The Blue - «Under the Sky» | 2nd       | [ 21 ] |